# Бактеріємія
Бактеріємі́я — це наявність життєздатних бактерій у крові, яке являє собою патологічний стан, особливе патофізіологічне явище у процесі взаємодії мікро- та макроорганізму. Проникнення в кров мікроорганізмів відбувається через пошкоджені слизові оболонки, ділянки шкіри, а також при патологічних змінах судинної системи, лімфатичних вузлів тощо. Бактеріємія іноді перебігає без клінічних ознак, але частіше супроводжується системними проявами — гарячкою, ознобом, м'язовим болем, тощо. Бактеріємія є внутрішнім симптомом багатьох інфекційних захворювань, інструментальних медичних маніпуляцій, різних операцій (особливо на слизових оболонках), потрапляння чужорідних тіл у вени або артерії, тощо.
Опірність організму хворого й вірулентність мікроорганізмів (здатність до розмноження, токсигенність, інфекційність) відіграє значну роль у швидкості поширення та розмноження бактерій у крові. Тривала бактеріємія створює можливість формування вторинних вогнищ запалення в різних органах і тканинах аж до формування гнояків.

## Класифікація
Розрізняють бактеріємію:
- первинну — бактерії потрапляють одразу до кровоносної системи (через внутрішньовенне введення наркотиків, проведення інвазивних медичних втручань забрудненими інструментами);
- вторинну — бактерії потрапляють до кровотоку з будь-якого внутрішнього вогнища (гранульоми щелепи, гнійні запалення придаткових пазух, гнійний холецистит, гостре бактеріальне ураження нирок тощо).

## Причини виникнення бактеріємії
- звичайні заходи іноді можуть спричинити бактеріємію у здорових людей. Наприклад, енергійне чищення зубів щіткою може породити короткочасну бактеріємію, тому що бактерії, що живуть на яснах навколо зубів, потрапляють у кровоток. Бактерії також можуть потрапляти у кровоносну систему з кишечника під час травлення. Така бактеріємія рідко призводить до серйозних наслідків.
- стоматологічні — під час стоматологічних процедур (чищення зубів від зубного каменю, видалення зуба тощо) бактерії, що живуть на яснах, можуть потрапляти в кровоток;
- катетеризація сечового міхура або зондування травного тракту, коли бактерії можуть знаходитися в зоні, де вставлений катетер або зонд, що призводить до потрапляння бактерій у кровоток, навіть якщо використовуються стерильні інструменти;
- хірургічне лікування інфікованих ран, абсцесів та гнійників може призвести до переміщення бактерій із заражених ділянок до кровотоку.
- при бактеріальних пневмоніях та шкірних абсцесах може періодично виникати бактеріємія.
- багато дитячих бактеріальних хронічних інфекцій під час загострень спричинюють бактеріємію.
- введення ін'єкційних препаратів можуть спричинити бактеріємію у тих випадках, коли не належним чином обробляється шкіра перед ін'єкцією.

## Клінічні прояви
Оскільки з невеликим числом бактерій організм може впоратися швидко, симптоми тимчасової бактеріємії з'являються в окремих випадках. Проте як тільки розвивається сепсис, виникає озноб, підвищується температура тіла, виявляються слабкість, нудота та інші прояви. Загалом ступінь підвищення температури тіла і тривалість гарячки не корелюють з виявленням бактеріємії.
Якщо не почати лікування, то збудники інфекції поширюються по всьому організму, і утворюються так звані метастатичні вогнища інфекції.

## Наслідки
Бактеріємія може спричинити серйозні наслідки, наприклад:
- Сепсис
- Септичний шок
- Остеомієліт
- Ендокардит
- Поява вторинних вогнищ бактерій в організмі на значній відстані від місця виникнення (через здатність мікроорганізмів використовувати кров для свого просування).

## Діагностика
При збиранні анамнезу виявляють можливу конкретну хворобу, яка має місце у хворого, дані, що вказують на ризик бактеріємії (зокрема, рочестерські критерії), зміни в загальному стані здоров'я, наявність у дитини 1 року недоношеності, наявність інших причин підвищення температури тіла (наприклад, нещодавні щеплення, надмірне перегрівання тощо), наявність діареї, що може свідчити про можливу бактеріємію сальмонельозного походження, фактори ризику інвазивної пневмококової інфекції.
Клінічна діагностика включає в себе наступні заходи:
- загальний огляд;
- оцінка життєво важливих ознак (температура тіла, імпульс, частота дихання, артеріального тиску) — ризик бактеріємії постійно зростає з підвищенням температури; однак, дослідження показали різницю в ризику при певних температурах залежно від віку;
- оцінка реакції на  жарознижувальні засоби;
- пошук можливих ознак фокального інфікування шкіри, м'яких тканин, кісток або суглобів;
- пошук петехій
- оцінка можливості наявності гострого середнього отиту або інфекцій верхніх дихальних шляхів;
- пошук пневмонії;
- пошук можливих вірусних інфекцій.

Певну допомогу в діагностиці можуть надати окремі показники клінічного аналізу крові: загальна кількість лейкоцитів, нейтрофілів, ШОЕ, підвищення яких може відбуватися при бактеріємії. Більш чутливим є визначення рівня прокальцитоніну. Однак найспецифічним методом є бактеріологічний посів крові. При виявленні бактеріального агента ставиться питання про наявність бактеріємії і проводиться пошук причинної хвороби, яка до цього могла привести. Проблемою є, що збудники не можуть вирости на будь-якому поживному середовищі, для призначення бактеріологічного посіву потрібно уявляти хоча б приблизно, який збудник чи група бактерій може бути задіяна у цьому випадку.

## Лікування
Поєднання вікових, температурних та скринінгових лабораторних результатів використовується для визначення ризику серйозних бактеріальних інфекцій або окультної бактеріємії. Подальше лікування залежить від рівня ризику. Діти та дорослі з низьким рівнем ризику спостерігаються в динаміці. Діти та дорослі з високим рівнем ризику лікуються емпірично призначеними антибіотиками.
У більшості випадків при лікуванні основної хвороби сучасними антимікробними препаратами, зокрема антибіотиками, бактеріємія проходить. Лікування сепсису, гнійних уражень часто має труднощі, тому бактеріємія продовжується.
Вибір емпіричного лікування антибіотиками насамперед базується на ймовірних причинах бактеріємії для даного пацієнта (які пов'язані з віковими катеоріями) та можливості стійкості бактерій. Режими включають наступне:
- Новонароджені молодші 28 днів — ампіцилін + гентаміцин; ампіцилін + цефотаксим або цефтріаксон (якщо немає жовтяниці); цефалоспорини третього покоління наразі не рекомендовані як монотерапія у цій категорії хворих;*
- Немовлята віком від 1 до 3 місяців — так само;
- Діти у віці 3-36 місяців — рекомендовано цефтріаксон.

У дорослих антибіотикотерапія підбирається емпіричним шляхом у залежності від клінічної ситуації, від можливого збудника, наявності фонових хвороб, віку пацієнта тощо.